# Tormásliget
Tormásliget je obec, ležící v župě Vas, v okresu Kőszeg, v západní části Maďarska. Rozloha obce je 7,53 km². V lednu 2014 zde žilo 305 obyvatelů.

## Poloha
Leží v nadmořské výšce zhruba 175 – 185 m n. m. Východně od obce protéká malý potok – Tormás patak a na západní straně potok Pós patak.
Obcí prochází silnice č. 8624, která vede z hlavní silnice č. 84 do města Csepregu. Podél východního okraje obce vede železniční trať Sopron – Szombathely. Je zde zastávka.
Sousedními obcemi jsou : Egyházasfalu (S), Újkér (SV), Iklanberény (V), Lócs (JV), Bük (J), Csepreg (JZ)

## Historie
Obec je připomínána již v 16. století, kdy byla ve vlastnictví rodu Nádasdy. Po nich se vystřídalo několik různých majitelů – Joachim z Zinzendorfu (od r. 1731), Antal Jankovich (od r. 1775).
Okolo roku 1850 tu stály dvě panské obytné budovy, v nichž žilo 31 lidí.
V polovině 19. století byla obec ve vlastnictví rodiny Franze Bauera. Ten si tu v roce 1883 postavil patrový zámek, v roce 1887 založil školu pro děti, v roce 1894 mu bylo dovoleno postavit zastávku na železniční trati.
Později byla obec po dlouhou dobu připojena jako osada k městu Csepreg. V roce 1993 v referendu se obyvatelé osady rozhodli odtrhnout se od města. Proto od července 1993 je Tormásliget samostatnou obcí.

## Zajímavosti
- Zámek z roku 1883, po několika změnách zcela ztratil svou původní podobu. Pouze jen některé dekorace zůstaly.
- Římskokatolický kostel Na počest Panny Marie. Byl původně zámeckou kaplí, která byla v roce 1996 rozšířena.